# ジョイス・グレーブル
ジョイス・グレーブル（Joyce Grable、1952年11月9日 - 2023年9月29日）は、アメリカ合衆国の元女子プロレスラー。ジョージア州ラグランジュ出身。本名：ベティ・ウェイド＝マーフィー（Betty Wade-Murphy）。
ベティ・ウェイドはジョイス・グレーブルとしては2代目であり、初代はジョイス・ファウラー（Joyce Fowler）が名乗っていた。

## 来歴
デビュー
プロレス入りのきっかけは、女子プロレスラー志望の友人と地元で開催されたファビュラス・ムーラの試合を見に行ったこと。友人がその場でムーラに入門を申し込んだところムーラから「隣にいる娘（グレーブル）と一緒ならOK」と許可され、２人でムーラキャンプへ入門することとなった。
冒頭で紹介の通り、ベティ・ウェイドは2代目で、初代ジョイス・グレーブルを名乗ったジョイス・ファウラーは1967年～1968年に活躍した正統派レスラーで（金髪且つ金色のレスリングタイツ、シューズを身に纏い「ゴールデン・ゴッデス」と呼ばれた）ムーラらとともに来日経験もあるが、ベテランレスラーのジョージ・ベッカーとの結婚により一時引退。その後長男の出産を経て1971年に復帰するも、夫とともに車で移動できる地元ミッドアトランティック地区を出ることはなく、試合も「夫婦タッグ」でのミックス戦が多く組まれた。翌1972年には家族の時間を優先するため第一線を退いている。
この頃スカウトされたベティ・ウェイドは容姿がファウラーと似ていたことから、ムーラから指名されジョイス・グレーブルを名乗り、金色のレスリングシューズを履き「ゴールデン・ゴッデス」名も引き継いだ。
なおネット上では「幼少期より憧れだったジュディ・グレーブルの下でトレーニングを積み、1971年デビュー。」と伝えられているものが多く、またグレーブル本人もインタビューで「'71年にクリーブランドで」と発言しているが、初代グレーブルの引退時期およびクリーブランドでの下記試合の開催実績から判断しても2代目は1972年のデビューと考えられる。
1972年
- 8月12日、クリーブランドで開催されたスーパーボウル・オブ・レスリングの女子タッグトーナメントにターニャ・ウエストとのタッグチームで参加。

1973年
- ジャン・シェリダンとタッグを組み「シャンパン・ブロンドス」と名乗る。8月以降はパートナーをビッキー・ウィリアムスに代えて、今度は「ビューティフル・ブロンドス」として人気のタッグチームとなる。
- 10月15日、NYマディソンスクェアガーデンにてビッキー・ウィリアムスと組み、ドナ・クリスタネーロ&トニー・ローズ組を倒しNWA世界女子タッグ王座獲得[6]。

1974年
- 2月、世界タッグ王者としてビッキー・ウィリアムスと共にカナダに遠征。　連日のようにドッティ・ダーンズ&トニー・ローズ組の挑戦を受けるも全てこれを退ける。
- 5月、ジョイス&ビッキーの王者組は前タッグ王者のクリスタネーロ&ローズ組と米国南部諸州を転戦。前王者のラフな戦いぶりに苦しめられるもタッグ王座は守り抜く。

1975年
- 3月9日、国際プロレスに初来日。ウィリアムスとのタッグで、小畑千代&佐倉輝美組と対戦。
- 4月9日、千草京子とのシングルにおいて、得意技の足4の字固めを繰り出し勝利。
- 4月10日、小畑&佐倉組が持つIWWA太平洋岸タッグ王座に挑戦するが、奪取失敗。来日中、地方ではウィリアムスとシングルの連戦だった。
- 6月30日、来日直前に交通事故に遭ったというアン・ケーシーの代役として急遽、国際プロレスに2度目の来日。ドッティ・ダーンズとのタッグチームで小畑&佐倉組に挑戦するも敗退。
- 8月23日、マサチューセッツ州ボストンにおいてクリスタネーロ&ローズ組にNWAタッグを奪回される。

1976年
- 3月13日、国際プロレスに３度目の来日。ポーラ・ケイをパートナーに太平洋岸タッグに挑むがまたしても奪取ならず。なお、これが国際女子部最後のシリーズとなった。

1977年
- 2月27日、メリーランド州でウィリアムズとタッグを組みクリスタネーロ&ローズ組を破る。2度目のNWAタッグ王座に君臨。

1978年
- 1月25日、「スーパーボウル・オブ・レスリングII」の女子バトルロイヤルで優勝。
- 8月25日、テネシー州ノックスビルにて開催されたWrestling Fans International Associationにて、「1978 Girl Wrestler of the Year」に選出される。
- 12月、NWA全米女子王座を奪取[7]。

1979年
- 3月30日、ノースカロライナ州ウインストンセーラムにて、レイラニ・カイ&ジュディ・マーチン組の挑戦を受け敗北、NWAタッグ王座から陥落。
- 8月25日、フロリダ州セントピーターズバーグにてウィリアムスとのタッグでレイラニ・カイ&ジュディ・マーチンの王者組を撃破、3度目のNWAタッグ王座への返り咲きを果たす。
- 9月、「日米対抗リーグ戦」で全日本女子プロレス初参戦。対抗戦ではジャッキー佐藤、トミー青山に敗れるもアメリカチーム内の第3位となり（1位ウィリアムス、2位はアメリカチームとして参戦した池下）チーム優勝に貢献する。
- 日米対抗直後、ウィリアムスがムーラの元を離れメキシコへ。グレーブルとのNWAタッグ王座も空中分解、王座は空位となる。このウィリアムスのメキシコ行き、タッグ王座解散について、ビッキーはその真相について一切語っていないが、グレーブルは後にリング・レスリング誌のインタビューで「二人の性格の不一致が原因。ビッキーは私にとって先生のような存在だったのでずっと我慢してきたが、最後は喧嘩別れとなってしまった」と語っている。

1980年
- 3月、'79年デビューで当時売出し中のウェンディ・リヒターを新たなタッグパートナーに迎え、NWAタッグ王者となったレイラニ・カイ&ジュディ・マーチン組に連戦連勝。（タッグタイトルの移動は不明。また、この時点ではグレーブル&リヒターは正統派タッグチームとして戦っており、「テキサス・カウガールズ」とは名乗っていない）
- 5月、レイラニ・カイと共に全日本女子プロレスに2度目の参戦。しかしこの遠征中にグレーブルは虫垂炎を発症し日本国内で即手術、回復後そのまま帰国している。引退後に日本の印象、思い出を聞かれたグレーブルは、真っ先に「虫垂炎の手術!!」と答えるほど、本人にとっても印象深い出来事であったようだ。
- 11月27日、ジョージア州アトランタで開催された男子のタッグトーナメントにジュディ・マーチンとのチームで参戦、1回戦でS.オルソノスキー&J.ロバーツ組に敗れる。男女でタッグを組んでのミックス戦（戦うのは原則、男対男、女対女）は各地で行われていたが「女性組」対「男性組」の試合は当時では珍しく、この試合後、80年12月から翌2月にかけて「インタージェンダーマッチ」「ウーマンリブマッチ」などと称してグレーブル&マーチン組対男子レスラー組の試合が南部フロリダ州、アラバマ州などでも行われた。

1981年
- 3月～4月、ジュディ・マーチンとともに全日本女子プロレスに3度目の来日。
- 全米ネットの人気ワイドショー「The Phil Donahue Show」にバーン・ガニア率いるAWAのメンバーとしてジュディ・マーチンとともに出演、マーチンとのエキシビション・マッチ（引分）およびグレッグ・ガニア、アドリアン・アドニスらとQ&A方式のトークショーに参加する。当時、プロレス（特に女子プロレス）が全米ネットで放送されることは稀なケースであった。

1982年
- 4月～7月、ウェンディ・リヒターとの「テキサス・カウガールズ」で、プリンセス・ビクトリア&サブリナ組と世界タッグ王座を賭け、AWAやWWFなどを転戦する。

1984年
- 「子供がほしい」という強い願望を持っていたグレーブルはこの時期、全米各地へのツアーから撤退することを決断しムーラの元を離れ故郷ジョージア州に戻る。
- 5月～6月、この頃既に妊娠3ヶ月であったが地元で行われる試合には散発的に参戦。コーナーに上って得意のドロップキックを繰り出す姿に地元プロモーター達は冷や汗ものだったそうである。（翌年1月、男の子を無事出産）

1991年
- 出産後もジョージアの自宅から車で移動できる範囲で試合を行っていたが、息子が学校へあがるこのタイミングで引退を決意する。

2005年
- レッスルリユニオンにてマネージャーとして活動開始。

2010年
- 「カリフラワー・アレイ・クラブ」に表彰される[1]。

2012年
- NWA殿堂入り[8]。

## タイトル
- NWA世界女子タッグ王座（パートナーはビッキー・ウィリアムス→ウェンディ・リヒター）
- NWA全米女子王座
- NWA殿堂

## 得意技
- '70年代は世界タッグ王者のウィリアムスと繰り出す「ダブルドロップキック」「ダブルフライングエルボースマッシュ」、そして日米対抗リーグ戦で日本初公開となったコーナー中段からのドロップキック等、いわゆる「飛び道具」がグレーブルの代名詞と思われていたが、グレーブル本人は「Bump系よりもHold系の技が好き」と後に語っている。
- テキサス・カウガール時代にはパートナーのウェンディがショルダースルーして逆さまになった相手をキャッチ、そのままパワーボムでマットに叩きつける大技をフィニッシングホールドとして多用したが、この技は男子タッグチームのフリーバーズが使っているのを見て感激し、グレーブル自らフリーバーズに使用許可をもらったそうである。